# Clément d'Astanières
Eugène Nicolas Clément d'Astanières, conde de Astanières (París, 2 de marzo de 1841 - Capbreton, 30 de enero de 1918), fue un escultor francés de la segunda mitad del siglo XIX.

## Biografía

### Primeros años y carrera militar
El conde perteneció a una de las familias más antiguas del Languedoc, radicada en Pezenas (Hérault). Desde su juventud fue un apasionado de las artes (pintura, escultura y música) ante el gran asombro de su familia de tradición militar. Sin embargo, se reencuentra con su padre para pescar y cazar. Clément d'Astanières siguió con brillantez sus estudios en París, y posteriormente se encaminó a la carrera militar.
En 1860, perteneció al 2.º regimiento de húsares y parte a Viena en guarnición. Seguidamente ingresó en la escuela de caballería de Saumur, en Thionville, Pont-à-Mousson. Entró en Saint-Cyr, participó en la desastrosa expedición de México en 1864, donde encontró un gran número de modelos. Al regresar, el conde contrajo matrimonio con una joven lorenesa descendiente de una familia ilustre, Marie Mathilde Charlotte Jeanne de Pange.
Sin embargo la Guerra franco-prusiana de 1870 estalló pocos días antes del matrimonio que fue pospuesto. El 27 de julio, partió en campaña con el mariscal Bazaine. Fue gravemente herido en la batalla de Mars-la-Tour (fr:) el 16 de agosto de 1870, cerca de Metz y fue hecho prisionero. Fue repatriado el 18 de marzo de 1871 debilitado por sus heridas que le limitaron de por vida. A su novia, que le creía muerto, le costó reconocerle. Tuvo que reincorporarse al servicio para la represión de la Comuna de París. Le fue concedida la Legión de honor.
Promocionado a capitán, celebró una boda mundana el 27 de junio de 1871 según se desprende de las notas aparecidas en el diario Le Figaro. Probablemente a causa de las secuelas de sus heridas, dio muestras de una personalidad fantástica, tanto en su vida privada como en su carrera militar.

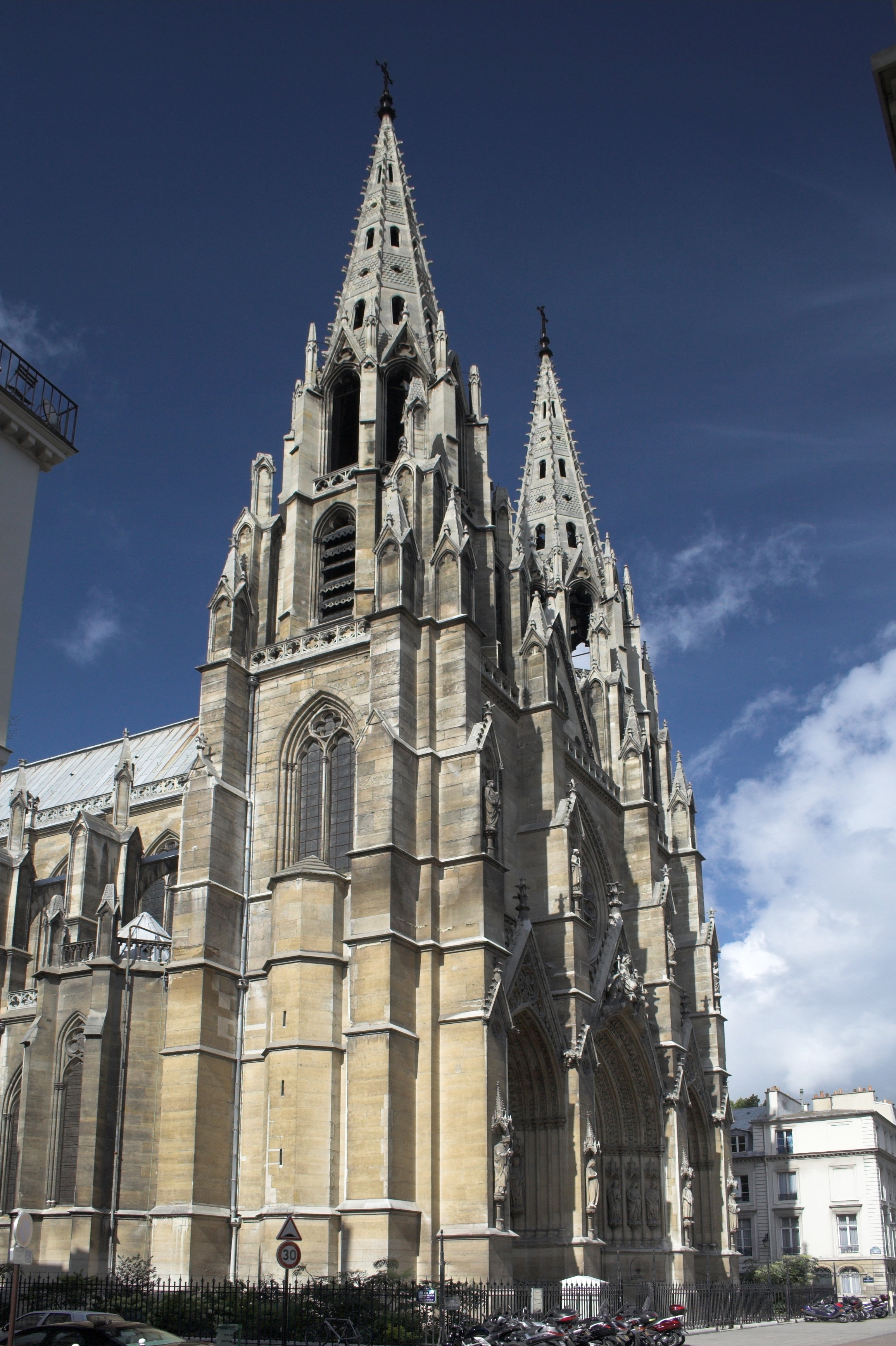
Vista de la basílica de Santa Clotilde de París). D'Astanières vivió en la casa de la esquina en el lateral derecho de la fachada de esta iglesia.

En 1875, a causa de las secuelas de las heridas, fue considerado no apto para el servicio en la armada y renunció, consagrándose por entero a su pasión artística que no había abandonado nunca.
Por entonces ya era alumno del escultor Clère, con el que había realizado sus primeros trabajos. El primer envío al Salón de los artistas franceses, "le Gymnasiarque" (El gimnasta), data de 1873.
Posteriormente devino en alumno del escultor más conocido Alexandre Falguière, que participó, entre otros, en la ornamentación del Arco de triunfo de l'Etoile. En el taller trabajó indistintamente todos los materiales, la arcilla, la piedra, la escayola o el mármol, que fue el que más agradó a de Astanières. El maestro y el discípulo se convirtieron en grandes amigos a pesar de sus diferencias: mientras Falguière fue un personaje muy mundano, de Astanières se mostró como un terrateniente casual. Dividió su tiempo entre París (residió en el 25 de la rue Las Cases), y Montiers-en-Beauvaisis, en el castillo cedido por su padre donde regentó una explotación agrícola, ganadería de bovinos y una nutrida piara de cerdos que presentó a concursos agrícolas.
En 1882, de Astanières, señor de Montiers, se convirtió, como su padre y su abuelo, en alcalde de ésta comuna. En ese momento trabajó activamente para unir la vía férrea de la Estación de Saint-Just-en-Chaussée con París.

### El periodo de creación artística
En este periodo acumuló los diplomas y premios por los concursos agrícolas y por sus obras artísticas. En el Salón de los artistas franceses, recibió medallas y rápidamente pasó a exponer fuera de concurso como miembro del jurado. En el Salón de 1882, con « l'Espiègle (Travieso)», le fue concedida su primera medalla de oro. "L'Espiègle" fue adquirida por el Estado y entró a formar parte de las Colecciones Nacionales y actualmente se encuentra en el Ministerio de Industria de Francia. Recibió dos medallas por el estudio de cuerdas de fibra de ortiga en 1895 y 1896, prueba de su versatilidad.
Presentó en el Salón de 1889 un bronce bajo el título "Acrobate" (Acróbata). En la Exposición Universal de París de 1889, se le entregó una medalla de bronce por la presentación del "Pécheur à la ligne" (Pescador con mosca). Posteriormente presentó un mármol en el salón de 1887 "Le Jongleur" (El juglar), otro en el Salón de 1898. Este último, "Le Moine blanc" (El monje blanco), prefiguró ya el cubismo y obtuvo una medalla de oro en la Exposición de 1900. Su pasado militar le valió numerosos encargos de soldados y todo París le demanda retratos. Expuso en Chicago en 1893, en Moscú en 1891 y recibió numerosas recompensas.
Como era parroquiano de la basílica de Santa Clotilde de París, donde su mujer estaba dedicada por completo a las buenas obras, se le encargaron muchos elementos de adorno. Talló la bancada "Omnipotentia Supplex" (=omnipotencia suplicante), en piedra, que se encuentra en Capbreton. También realizó los bajorrelieves, de los que unas copias se encuentran en el atrio de la iglesia de Capbreton.

Se escapó de París y viajó siguiendo la línea de la costa, siguiendo una fuerte atracción por el mar. Pintó una serie de acuarelas, de Holanda a España. Se hizo acompañar por un joven muchacho llamado Arthur Pierre Gillet, que le servía de modelo desde los 16 años y que se convirtió en su fiel secretario y gerente. Éste sustituyó a su hermano Georges, inicialmente al servicio del conde, pero muerto muy joven de la fiebre tifoidea.

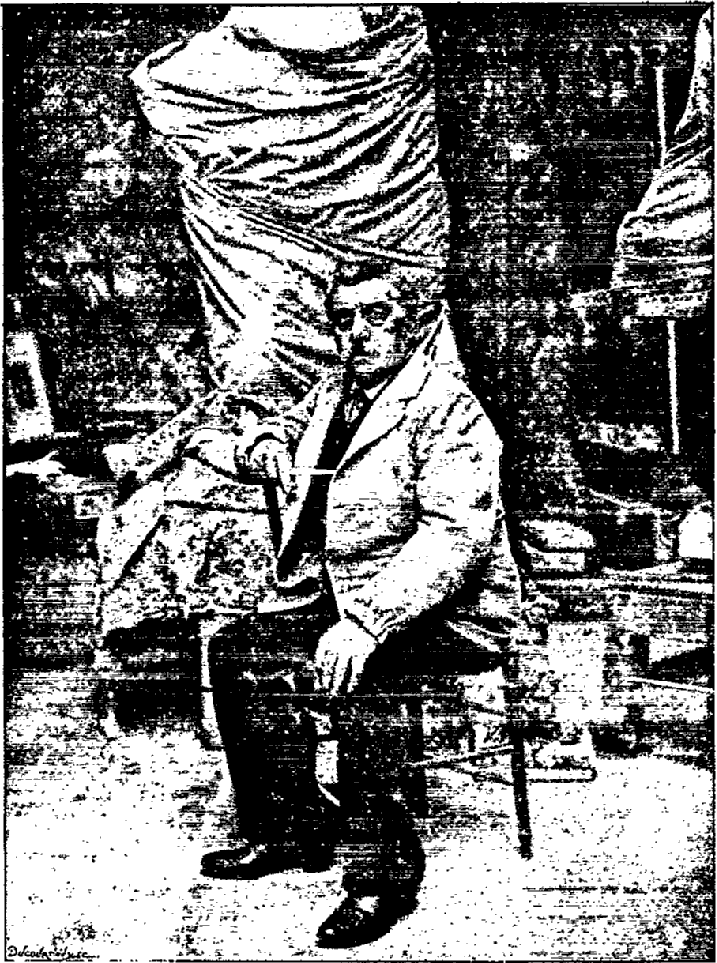
Retrato de Falguière en su estudio en 1898.

Hacia 1897, de Astanières descubrió Capbreton. Estuvo entonces hospedado en la plaza del ayuntamiento, en casa de Madame Loube, que acogió a los viajeros durante la noche. Cautivado, partió su tiempo entre Capbreton, París donde tiene su taller de artista y el castillo de Montiers.
En 1900, el fallecimiento de Alexandre Falguière con el que había seguido trabajando, marcó un gran giro en su vida. Un poco deprimido, deseoso de soledad, aquejado de reumatismo, secuela de sus heridas, en busca de calor decidió instalarse en el desierto que había descubierto al lado del mar salvaje: Capbreton.
Vendió el castillo de Montiers y compró una treintena de hectáreas de dunas de arena en una parcela que llamó « La Savane». Hizo edificar en 1901 la casa "les Epaves" (las ruinas), y después "les gourbets" donde instaló una especie de atalaya y una explanada donde sus caballos podían ver el océano.

## En Capbreton

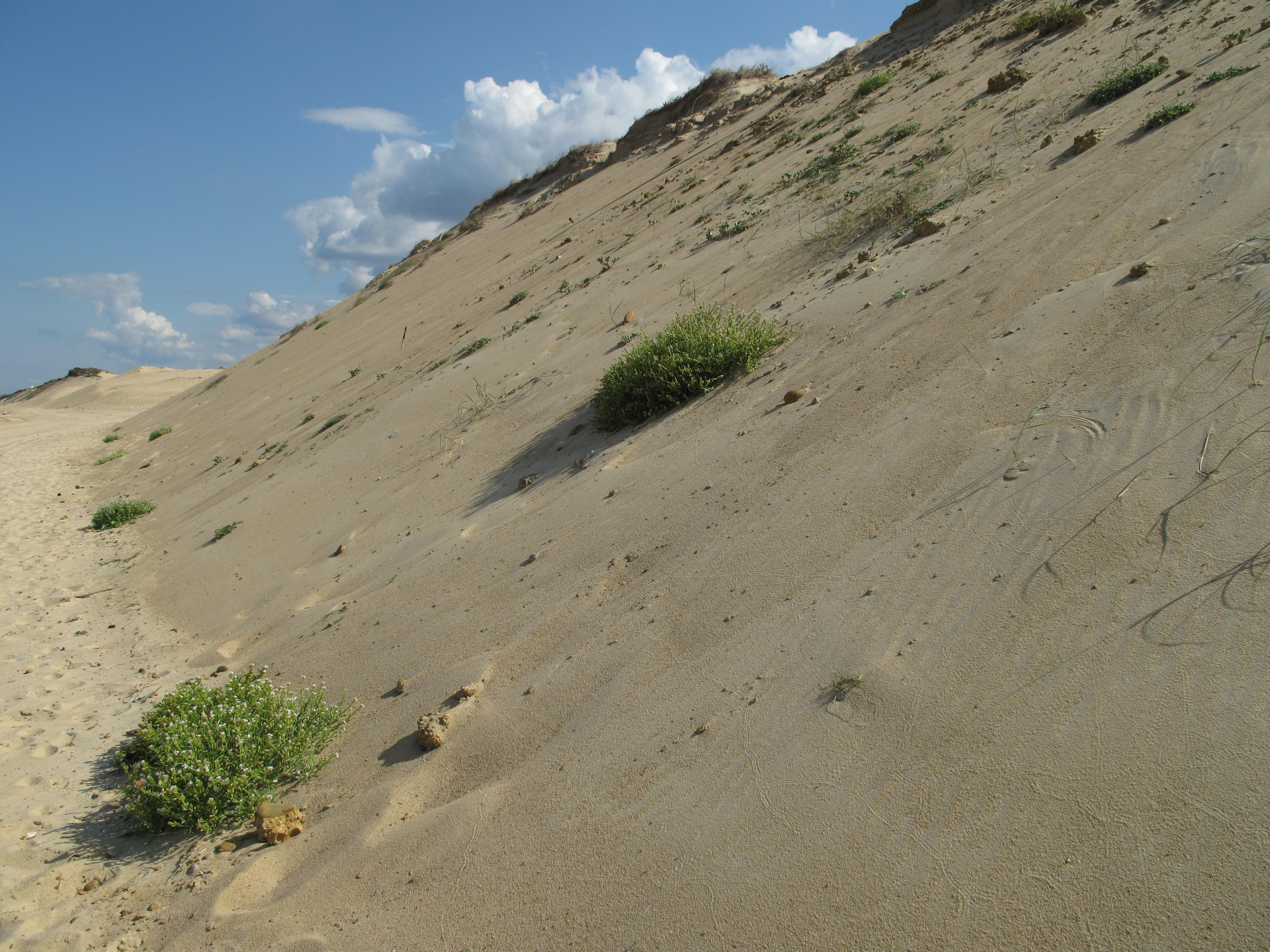
Dunas de arena en Capbreton.

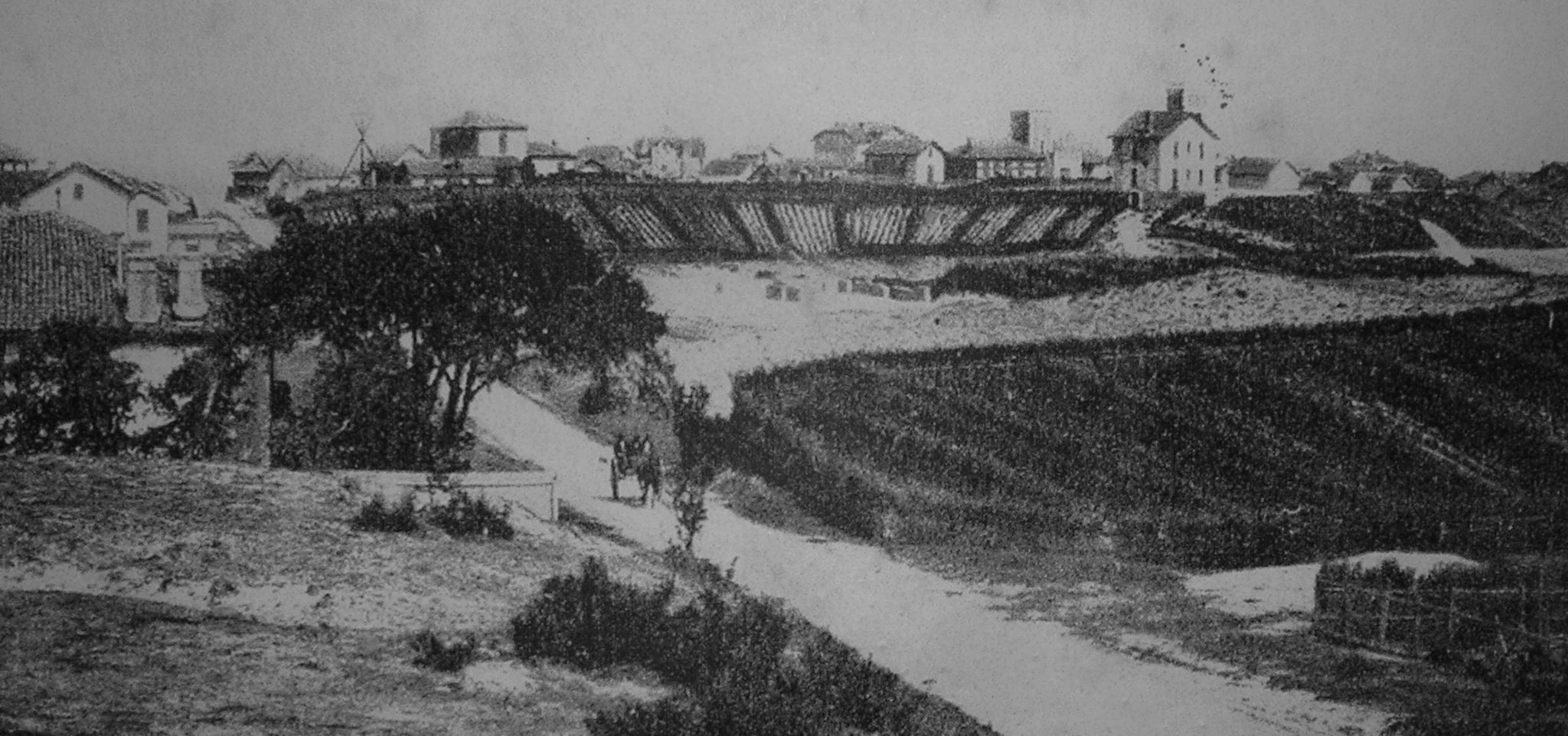
Antigua imagen de viñedos en Capbreton.

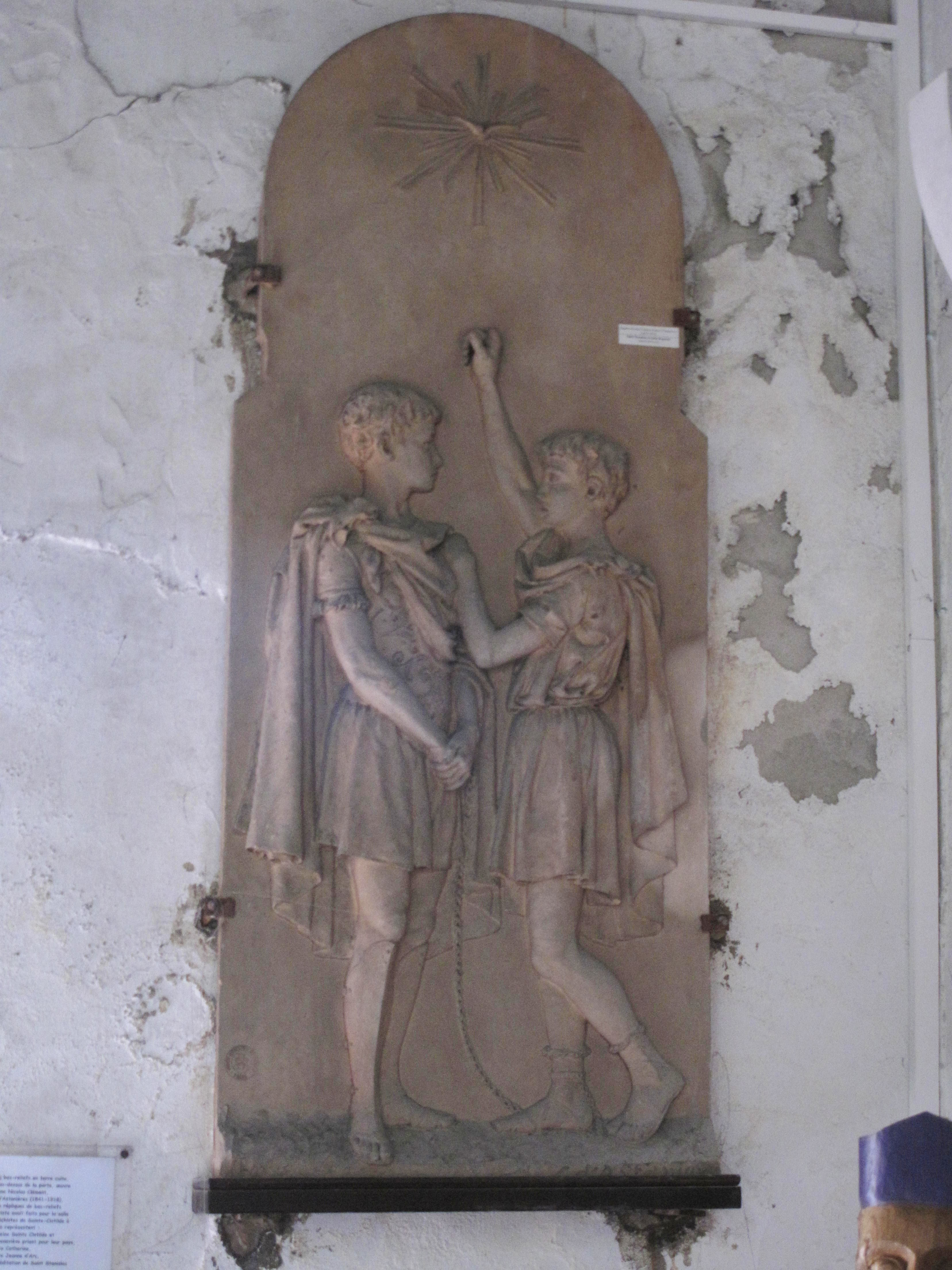
Bajo relieve de San Donatien en la iglesia de Capbreton.

Poco a poco, el conde ganó terreno a las arenas para la instalación de su propiedad, con diversos cultivos, viñedos y plantaciones de pinos, fijando las dunas con vegetación de playa. La propiedad crece con una granja con productos lácteos, donde el conde produjo su propio queso, con un taller casero "la Tataya". Un circuito con un remolque de tranvía tirado por vacas rodeó la misma propiedad.
El conde fue a la vez generoso con su familia y tacaño. Dio muestras de inconformismo a lo largo de toda su vida. La condesa le pidió en 1886 una propiedad separada. Vivió en su propio apartamento con hermosos muebles, en contraste con la decoración del resto de la propiedad compuesta con elementos recogidos en la playa. Ella se dedicó al cuidado de los animales de la propiedad y de las obras pías.
A los 71, el conde de Astanières rescató a un nadador en apuros en la playa de Capbreton.
Falleció en Capbreton el 30 de enero de 1918, a los 77 años, después de resfriarse durante una partida de caza del pato. Fue enterrado, según su voluntad, en el cementerio de Capbreton. Su viuda donó muchas obras a la iglesia de Capbreton.
El 23 de septiembre de 1930, la condesa murió en el castillo de Pange (fr:) a la edad de 85 años. También descansa en el cementerio de Capbreton. Su tumba está coronada por una virgen "Omnipotentia Supplex ".
Las casas del conde fueron severamente dañadas por el tsunami de 1938, y luego por los alemanes durante la guerra y su retirada en 1944. Los últimos vestigios desaparecieron en 1977 por las transacciones inmobiliarias, tales como la construcción de la residencia Le Grand Large en el paseo marítimo.
Una calle en Capbreton, al costado del lugar de sus antiguas propiedades se llama rue d'Astanières.
La Iglesia de San Nicolás conserva algunas obras del conde de Astanières: - 178 placas de terracota que adornan las paredes en tres filas de la nave, con los nombres de miles de enterrados en la iglesia de capbretona desde 1533 hasta 1752. Este fue seguramente su última trabajo que fue interrumpido solo por su muerte. Comenzó esta obra en 1912. Después fue Steetrup, un danés, quien se hizo cargo de completar la colección con placas de madera. - Los bajorrelieves, réplicas de los de la capilla de los catecismos de la basílica de Santa Clotilde de París, fueron colocados en la pared de la entrada del porche.

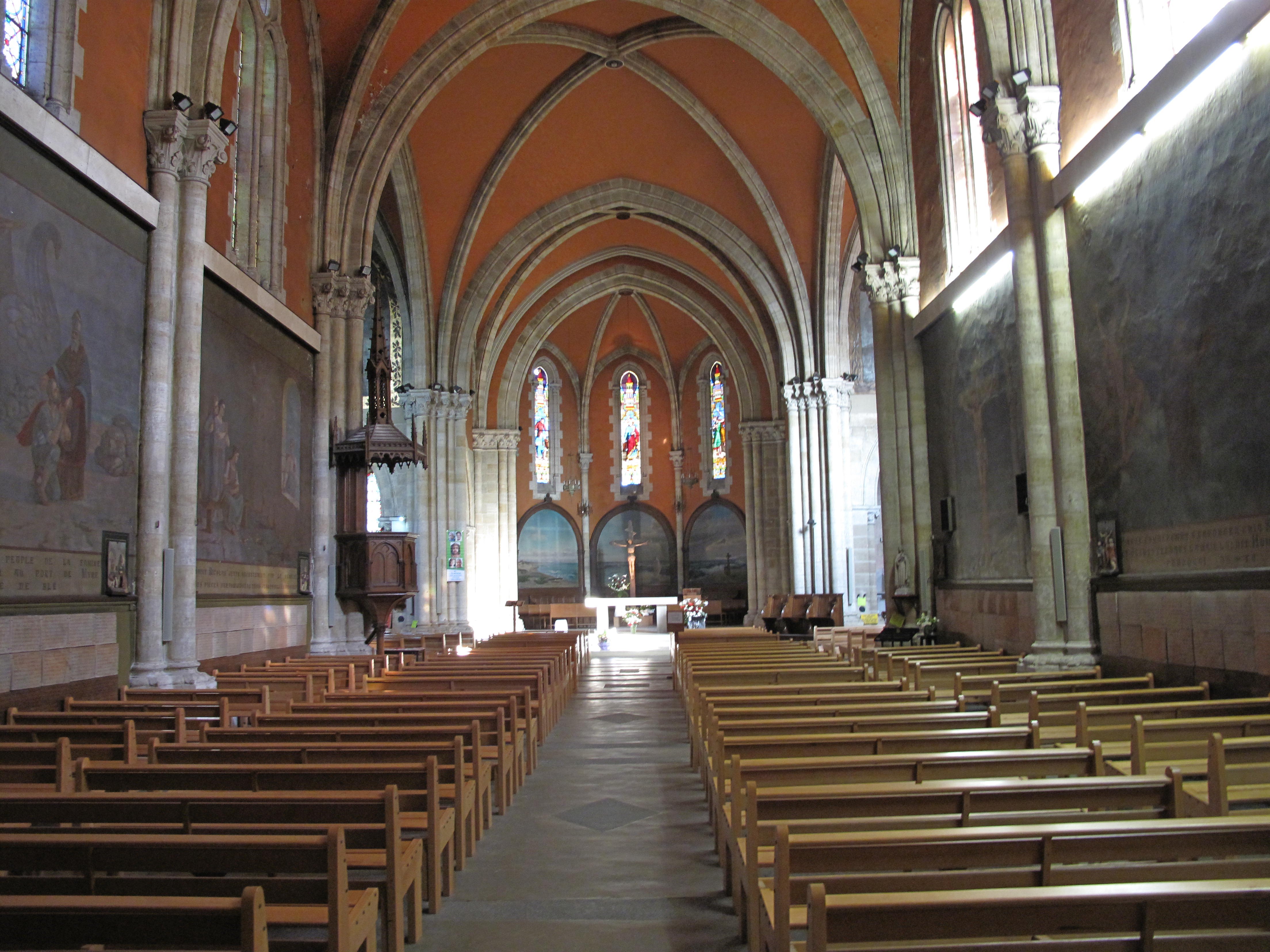
Interior de la iglesia de San Nicolás en Capbreton. Aquí se encuentra el último trabajo realizado por Astanières, el friso de los laterales de la nave con los nombres grabados de los enterrados en la iglesia.